# Morgan Samuelsson
Morgan Samuelsson, född 6 april 1968 i Boden, Norrbottens län, död 3 september 2023, var en svensk professionell ishockeyspelare och tränare.
År 1986 blev han NHL-draftad som nummer 123 totalt, av Quebec Nordiques.
I SHL (dåvarande Elitserien) spelade han mellan 1987 och 1996 för Luleå HF, Södertälje SK och AIK. I AIK noterades han för 169 poäng på 168 matcher.